# Hôtel-Dieu de Marseille
Pour les articles homonymes, voir Hôtel-Dieu.
Érigé à partir de 1753 sur les plans et élévations de Jacques Hardouin-Mansart de Sagonne, l'Hôtel-Dieu de Marseille est un ancien hôpital marseillais situé dans le quartier du Panier. Au moment des festivités de Marseille-Provence 2013, l'Hôtel-Dieu a été transformé en hôtel 5 étoiles, géré par le groupe hôtelier britannique InterContinental sous le nom d'InterContinental Marseille Hotel Dieu. La rénovation de l'hôpital en hôtel a pris fin le 29 avril 2013. Il est desservi par la station  Vieux-Port du métro de Marseille.

## Histoire
L'Hôtel-Dieu a été fondé en 1593 grâce à la réunion de l'hôpital Saint-Jacques-de-Galice et de celui du Saint-Esprit (dont il récupère les locaux). Sous l'Ancien Régime, il se différencie des autres hôpitaux français en confiant le soin de ses malades à un personnel exclusivement laïc.
Cet établissement a accueilli dès la seconde moitié du XVIIIᵉ siècle une école de chirurgie qui formaient les apprentis de l'hôpital. En 1818, l'école de chirurgie est remplacée par une école secondaire de médecine formant des officiers de santé : les enseignants sont alors recrutés parmi le personnel de l'Hôtel-Dieu. L'établissement servit à l'enseignement de professions médicales (sage-femme) et paramédicales (infirmiers anesthésistes, de bloc opératoire, puéricultrice, auxiliaires de puériculture, manipulateurs en imageries médicales, cadres de santé...) jusqu'en novembre 2006.

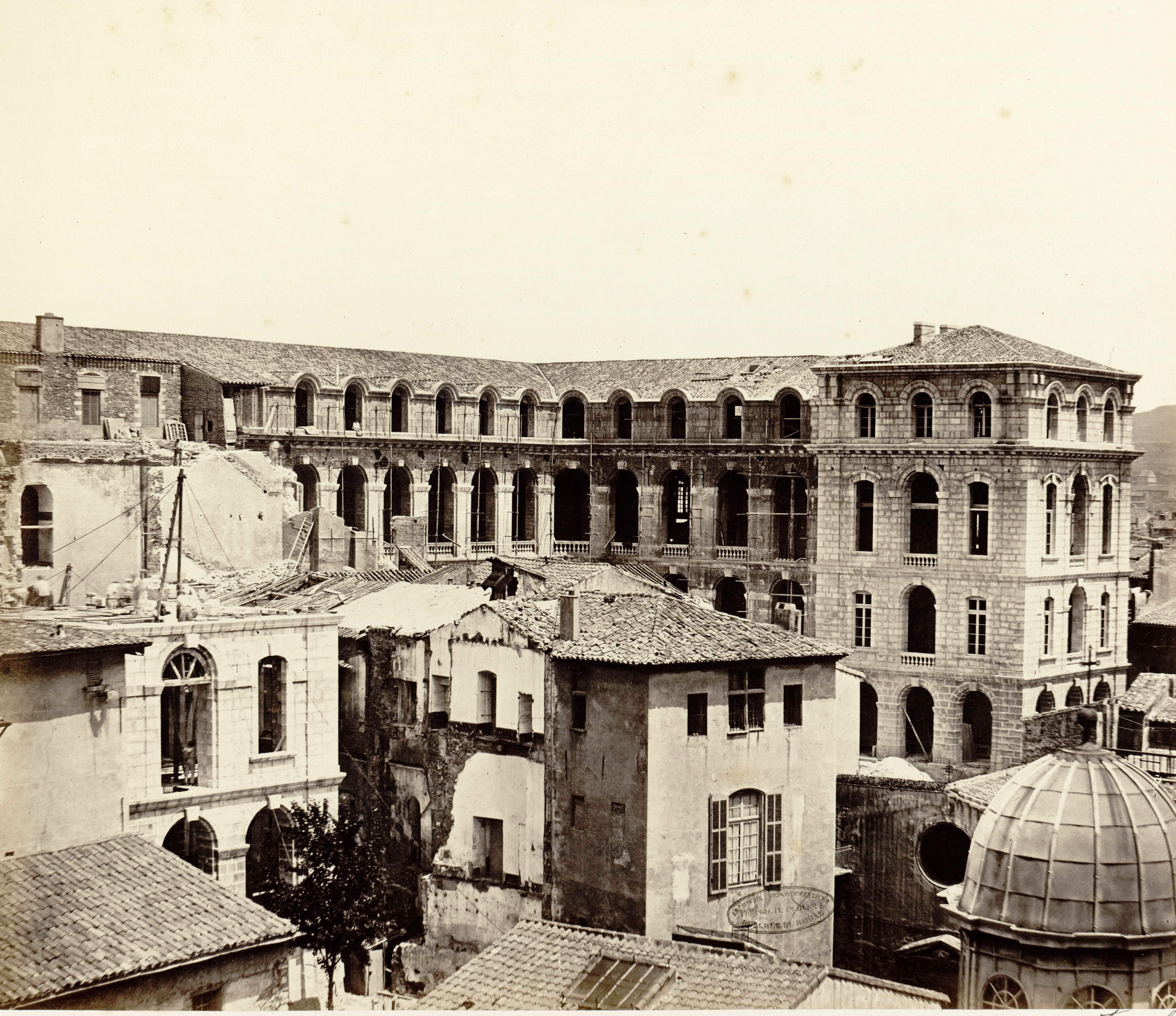
Photo d'Adolphe Terris prise en 1864 avant la construction de l'aile gauche.

L'Hôtel-Dieu de Marseille a été construit à partir de 1753 par l'architecte marseillais Claude-Henri-Jacques d'Ageville (1721-1794) sur les plans et élévations de l'architecte du roi Jacques Hardouin-Mansart de Sagonne (1711-1778), petit-fils de Jules Hardouin-Mansart. Le dernier Mansart entendait rivaliser ici, par la taille du bâtiment, avec les hôtels-Dieu de Pierre de Vigny à Lille et surtout de Jacques-Germain Soufflot à Lyon, ses homologues de l'Académie royale d'architecture. L'hôtel-Dieu de Marseille figure ainsi parmi les réalisations majeures de l'architecture hospitalière française du XVIIIe siècle. L'établissement des fondations traina jusqu'en 1757, date à laquelle les ouvrages furent conduits par l'entrepreneur Jean-Étienne Raymond. D'Aggeville procéda, sans doute à la demande des recteurs, à la modification des plans prévus par Mansart de Sagonne, notamment dans la surface dévolue aux maladreries (hommes et femmes), et dans le dessin des deux escaliers latéraux de la cour. Ceux-ci furent établis de 1780 à 1785 par Esprit-Joseph Brun qui travaillait alors à l'extension de l'hôtel de ville. À peine la moitié du projet sera réalisée en 1788, date des derniers ouvrages attestés. Les difficultés financières de l'établissement eurent raison du projet de Mansart de Sagonne.
Le bâtiment fut réaménagé dans son état actuel de 1860 à 1866 par l'architecte des hôpitaux de Marseille, Félix Blanchet. 
Il prolongea l'aile gauche de la cour, érigea les pavillons aux extrémités des deux ailes et suréleva l'ensemble du bâtiment d'un étage. Surtout, il dégagea les abords des taudis qui encombraient les entrées pour lui procurer air et lumière, ainsi que pour améliorer son accessibilité. 
On entrait en effet jusqu'alors les étrangers et les malades sur des litières ou sur des chaises à porteurs lorsqu'ils n'étaient pas autonomes. 
Le nouvel Hôtel-Dieu fut inauguré par Napoléon III, le 15 novembre 1866, jour de fête de l'impératrice Eugénie.